# Matériel remorqué de la SNCF
Le matériel remorqué de la SNCF, et le matériel moteur de la SNCF, font partie du matériel roulant de la Société nationale des chemins de fer français (SNCF). L'entreprise étant en activité, cette liste est en constante évolution depuis sa création en 1938.
Cette liste utilise comme convention, le gras pour le matériel en service actuellement et l'italique pour les engins retirés du service.

## Voitures voyageurs

### Voitures de rapides & d'express

#### Anciens Réseaux

##### À bogies et caisse en bois
- AL & Armistice 1918
- Nord
- Est
- Ouest-État
- PO
- PLM
- Midi

##### À bogies et caisse métallique
- OCEM
- Voiture rapide Nord « Torpille »
- Voiture Express Nord
- Est
- PLM « Bacalan »
- État « Saucisson »

#### Conception et études SNCF
- 1948 Rame "Michelin"[1]
- 1948 DEV AO[1]
- 1950 DEV Inox[1]
- 1962 voiture USI[1]
- 1963 voiture UIC[1]
- 1964 TEE « PBA »
- 1969 TEE « Mistral 69 »
- 1970 TEE « Grand Confort »[2]
- 1975 voiture Corail[2]
- 1975 (rénovation en 2004) Téoz et Lunéa[2]

#### Conception européenne
Voiture standard européenne

### Voitures d'omnibus
Des voitures construites pour le service rapide & express ont pu être utilisées au service omnibus après leur retrait du service grandes lignes.
Des remorques d'autorails (type XR 7200) tractées, entre autres, par des BB 66400 ont circulé en régime omnibus sur certaines lignes (Creil - Beauvais, …)

#### Remorques d'automotrices
- ZR 17000 et 27000, remorques des Z 7100

#### Remorques d'autorailtroisième catégorie
Ces remorques à bogies peuvent être accouplées à plusieurs types d'autorails.
- XR 6000 Decauville[4] Decauville (1938)
- XR 6000[5]"Remorques ANF"
- XR 6100[5]"Remorques ANF"
- XR 6200[5]"Remorques ANF"
- XR 7100[4] Unifiées 1re classe
- XR 7200[4] Decauville (1948)
- XR 7300[4] Unifiées 1re-2e classe
- XR 7800[6] Unifiées 2e classe grand fourgon
- XR 8100[6] Unifiées 2e classe petit fourgon
- XR 8850[7] Ex remorques standard
- XR 8860[6] Ex remorques standard
- XR 96000[5]"Remorques ANF"
- XR 96200[5]"Remorques ANF"

#### Remorques d'autorailà essieux indépendants
- XR 9100 pour X 5500 et X 5800
- XR 9200[6] pour X 5600 (FNC)
- XR 9300 pour Floirat
- XR 9500[6] pour X 5500 et X 5800
- XR 9900 Divers

#### À essieux et caisse en bois
- État « cages à poules »

### Voitures de banlieue
- Voiture Ouest à impériale
- Voiture Bidel
- OCEM-État « Talbot »
- Nord & Nord-PLM
- Rame articulée
- Est
- DEV U46 « embranchements »
- ex-DRG « Bastille »

### Voitures métallisées
Généralités
- Est (ex AL)
- Ouest (ex État)
- Sud-Ouest (ex PO)
- Sud-Est (ex PLM)

### Voitures modernisées
Généralités

#### Voitures modernisées à essieux
- Ouest (ex État)
- Sud-Ouest (ex PO-Midi)
- Sud-Est (ex PLM) « trois pattes »

#### Voitures modernisées à bogies
- Est « Romilly »
- Sud-Est « Bruhat »

### Voitures à deux niveaux
- Bidel
- État
- VB 2N[3]
- VO 2N / VR 2N (TER Nord-Pas-de-Calais)[3]
- V 2N[3]

### Rames inox
- RIB 60 / RIO 88[8]
- RIB 70 / RIO 90 Métrolor[8]
- RIB 76 / RIO 90 Saint-Pierre-des-Corps[8]
- RIB 80[8]
- RIO 77 Stélyrail[8]
- RIO 78 Nord-Pas-de-Calais / RIO TER Picardie & Lorraine[8]
- RIO 79/80 SNCF[8]
- RIO 82 Provence-Alpes-Côte d'Azur / RIO TER Centre[8]
- RRR (rames réversibles régionales)[8]

## Wagons
- Wagon